# Ludwig Suhl

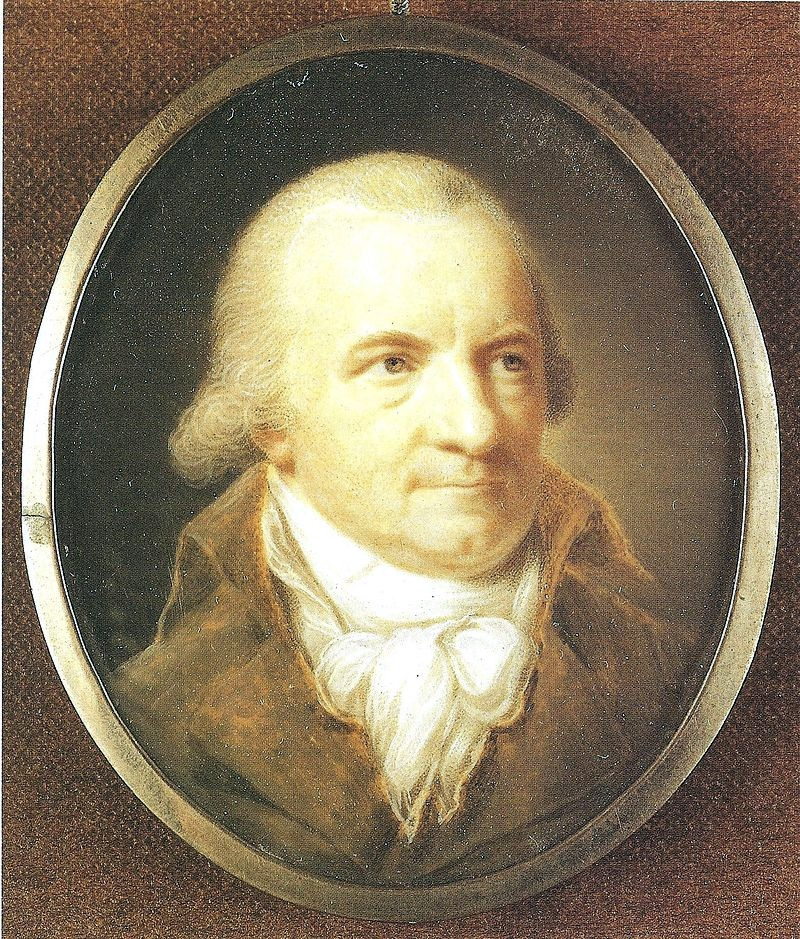
Ludwig Suhl, Miniaturporträt von Friedrich Carl Gröger (ca. 1798)

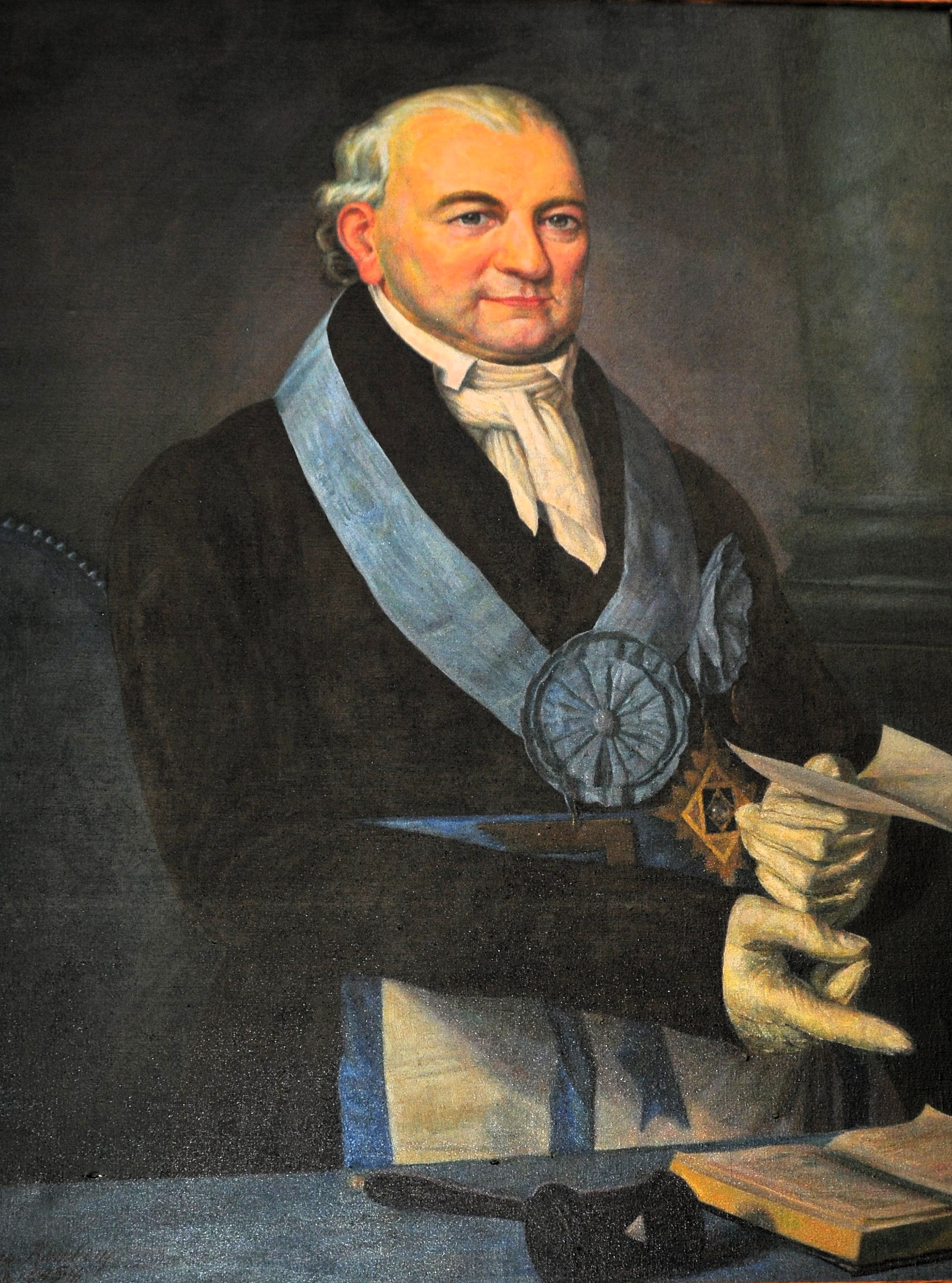
Ludwig Suhl als Meister vom Stuhl

Ludwig Suhl (auch Ludewig Suhl, * 11. November 1753 in Lübeck; † 3. Januar 1819 ebenda) war ein Lehrer, Bibliothekar, Pastor, Jurist und einer der führenden Vertreter der Aufklärung in Lübeck.

## Leben
Ludwig Suhl war Sohn des Pastors der Lübecker Ägidienkirche Ludwig Suhl (1721–1782) und seiner Frau Anna Elisabeth, geb. Fischer (1732–1777), die aus einer Lübecker Kaufmannsfamilie stammte.

### Beruflicher Werdegang

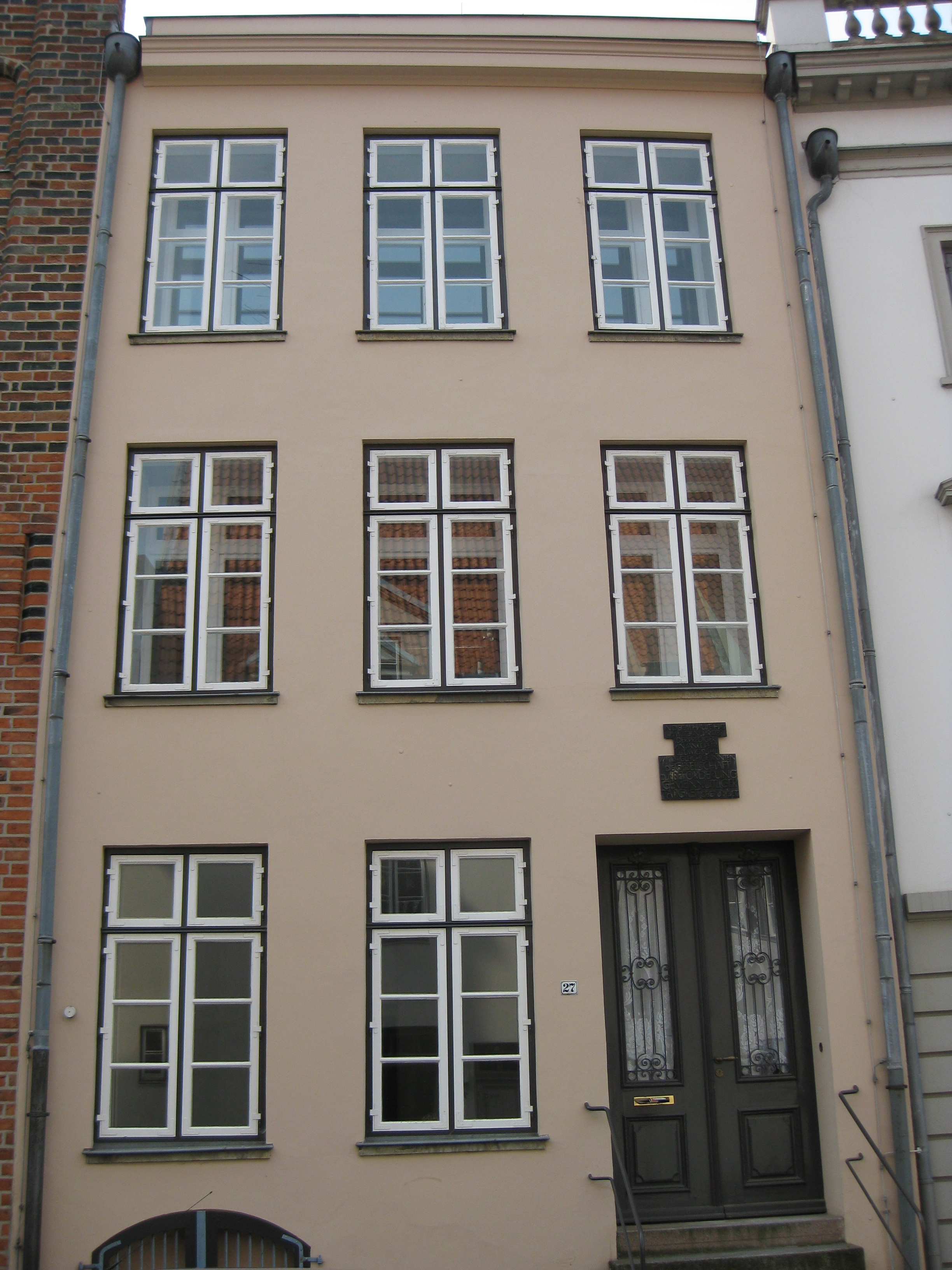
Suhls Wohnhaus als Petripastor in der Gr. Petersgrube 27

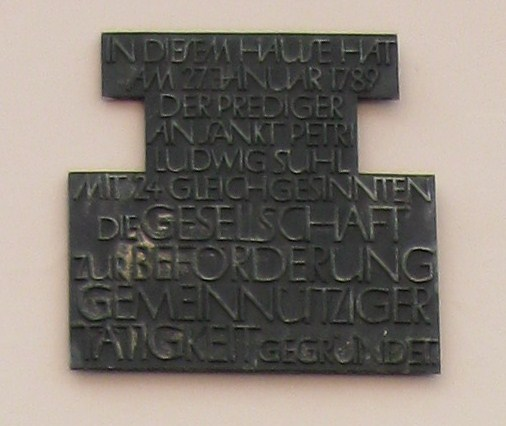
Erinnerungstafel in der Gr. Petersgrube 27

Nach dem Besuch des Katharineums zu Lübeck studierte er Theologie in Jena und Leipzig. 1779 wurde er zum Subrektor des Katharineums berufen. Mit dieser Stelle war die Leitung der Stadtbibliothek verbunden. Nach nur vier Jahren in diesem Amt wurde er 1783 Diaconus an der Petrikirche und rückte 1787 zum Archidiaconus, also zum zweiten Geistlichen der Kirche nach dem Pastor auf. 1793 legte er sein Amt nieder, offiziell wegen einer Brust- und Lungenkrankheit. In den folgenden Jahren arbeitete er für das Lübecker Domkapitel und war für das Kirchen-, Schul- und Armenwesen in den Kapitelsdörfern des Hochstifts zuständig. Mit der Auflösung des Kapitels durch den Reichsdeputationshauptschluss endete dieses Dienstverhältnis. Suhl wandte sich schließlich der Juristerei zu, ging 1808 zum Studium nach Kiel und wurde hier 1809 zum Dr. iur. utr. promoviert. In der Lübecker Franzosenzeit arbeitete er von 1811 bis 1813 als Friedensrichter und anschließend bis zu seinem Tod als Rechtsanwalt.

### Außerberufliches Engagement
Suhl war einer der bedeutendsten Vertreter der Gedanken der Aufklärung in Lübeck. Bereits 1775 wurde er während seines Theologiestudiums in der Freimaurerloge Minerva zu den drei Palmen in Leipzig aufgenommen und trat 1780 in die im Jahr zuvor gegründete Lübecker Freimaurerloge Zur Weltkugel ein. 1789 wurde er in ihr Meister vom Stuhl. 1802 schloss sich die Loge unter seiner Führung der Großen Landesloge von Hamburg und Niedersachsen an.
Ende 1788 gehörte Suhl gemeinsam mit Johann Julius Walbaum und Christian Adolph Overbeck zu den Gründern einer Literarischen Gesellschaft, aus der wenig später (1793) die Gesellschaft zur Beförderung gemeinnütziger Tätigkeit hervorging, die bis heute unter diesem Namen existiert, im Alltag abgekürzt als die „Gemeinnützige“. Suhl war in den folgenden Jahren mehrfach ihr Direktor, redigierte das Lübeckische Gemeinnützige Wochenblatt und war aktiv an der Gründung von Projekten der Gesellschaft wie dem Lübecker Lehrerseminar (1807) und der Navigationsschule (1808) beteiligt.

## Ludwig-Suhl-Preis
Zur Erinnerung an Suhl stiftete die Gemeinnützige 2003 den Dr.-Ludwig-Suhl-Preis, der mit 2500 Euro dotiert ist. Mit dem Preis, der alle zwei Jahre verliehen wird, werden Lehrer für ihr ehrenamtliches Engagement ausgezeichnet.

## Werke
- Verzeichnis der vor 1500 gedrukten, auf der öffentlichen Bibliothek zu Lübeck befindlichen Schriften / Zuerst gesammlet und herausgegeben von Johann Georg Gesner iezt aufs neue mit den Originalen verglichen, mit einigen Veränderungen, Zusätzen und einer Vorrede zum Druck befördert von Ludwig Suhl. Lübeck: Donatius 1782. (Digitalisat des Exemplars der Österreichischen Nationalbibliothek)
- Verzeichnis der von 1500 bis 1520 gedrukten, auf der öffentlichen Bibliothek zu Lübeck befindlichen Schriften / Zuerst gesammlet und herausgegeben von Johann Georg Gesner iezt aufs neue mit den Originalen verglichen, mit einigen Veränderungen und Zusätzen zum Druck befördert von Ludwig Suhl. Donatius, Lübeck 1783
- Die historie vā reynaert de vos. Nach der Delfter Ausgabe von 1485. Zum genauen Abdrucke befördert von Ludwig Suhl, Stadtbibliothekar und Subrector am Gymnas. in Lübeck. Lübeck und Leipzig, 1783 (Digitalisat)
- Kurze Nachricht vom Lübeckischen Todtentanze. Lübeck 1783 (Digitalisat)
- Predigten. Lübeck und Leipzig 1792
- Aechte Darstellung der wahren und einzigen Ursache meiner Amtsveränderung. Ein offener Brief zunächst an die Gemeine zu St. Petri und dann für alle Bewohner Lübecks. Lübeck 1793 (Digitalisat Göttingen)